# Een roos voor de prediker en andere verhalen
Een roos voor de prediker en andere verhalen is een verhalenbundel van sciencefictionverhalen van Roger Zelazny. 

## Inleiding
Het is het Nederlandstalige vervolg op de Amerikaanse verhalenbundel The doors of his face, the lamps of his mouth, and other stories dat door Doubleday in 1971 werd uitgegeven. Niet alle verhalen uit die bundel werden naar het Nederlands vertaald voor de uitgave die in Nederland werd verzorgd door Uitgeverij Het Spectrum in Prisma Pockets nummer 1544; kostprijs 2,75 gulden. Het volgde in die serie vrijwel direct op Zelazny's Heer van het licht (Lord of Light). De Volkskrant van 29 december 1972 constateerde dat het niveau van de verhalen zich boven het gemiddelde sciencefictionverhaal bevond. De Nederlandse uitgave hadden als centraal thema de strijd van de mens om zich te ontwikkelen, die daarin tegengewerkt wordt door zijn eigen karakter. De Waarhied van 15 september 1973 vond het een lichtpuntje tussen veel sf-gezwam.  

## Verhalen
De bundel bevat de volgende verhalen:
- blz 7: Een roos voor de prediker
  - originele titel: A rose for Ecclesiastes
  - inhoud in het kort: Een Aardling verdiept zich als vertaler in een Martiaanse religie, waarbij voorspeld wordt dat een vreemdeling een herstart zal geven aan nieuw leven op Mars
- blz 43: Een museumstuk
- blz 53: De poorten van zijn aanschijn, de toortsen van zijn muil
  - originele titel: The doors of his face, the lamps of his mouth
  - inhoud in het kort: jacht op Venus naar de Ichthyform Leviosuarus Levianthus, ook wel Ikky, een diepzeemonster, Carlton Davits, de verteller, is aaszetter
- blz 86: Dodenberg
  - originele titel: This mortal mountain
  - inhoud in het kort: beklimming van de hoogste berg in het heelal met de naam Grijze Zuster, hoogte 64 km op de planeet Dehsel, de beklimming gebeurt alleen omdat die berg er is
- blz 123: De dagen van storm
  - originele tiel: This moment of the storm
  - inhoud in het kort: het leven op Tierra del Cynus
- blz 155: Een roes van razernij
  - inhoud in het kort: resultaat van een ruzie met een omgekeerd tijdsverloop.

Het verhaal A rose for Ecclesiastes werd in 2008 via een DVD meegezonden met de Phoenix Mars Lander als onderdeel van Visions of Mars: First library on Mars. The doors of his face, the lamps of his mouth leverde de schrijver al in 1966 de Nebula Award op in de categorie kort verhaal (novelette); het verhaal was toen te lezen in The Magazine of Fantasy and Science Fiction.